# 松岡力
松岡 力（まつおか りき、1993年11月16日 - ）は、日本のキックボクサー。京都府八幡市出身。K-1ジム五反田チームキングス所属。第9代Krushウェルター級王者。

## 来歴
小学校1年時、総合格闘道場 截空道で空手を習い始める。関西の主要空手大会及びグローブ空手大会において多くの賞を獲得する。中学校では空手の練習の傍らバスケットボール部に所属して主将を務めた。
京都府立京都八幡高等学校に進学。1年生時、森光祐介と対戦し 国際チャクリキ協会西日本ライト級王座を獲得。星川大輝と対戦しNJKFアマ60キロ級王座を獲得。
2009年、K-1甲子園2009関西地区予選大会に出場。決勝で山口裕人に敗れ準優勝となり、全国決勝大会進出を逃す。
2010年、K-1甲子園2010地区代表決定戦西日本ラウンドに出場。決勝で石田圭吾に敗れるが全国決勝大会への出場権を獲得した。全国決勝大会では準々決勝で同じく石田圭吾に敗れベスト8敗退。
2011年、K-1甲子園2011において、全国高校K-1選手権決勝大会に予選シードで出場。準決勝で柴田憂也に敗れベスト4敗退。3位決定戦でも山口佑馬にKO負けを喫したが、武道奨学金30万円を獲得した
高校卒業と同時に上京。目黒藤本ジムに所属。
2012年7月22日、新日本キックボクシング協会 MAGNUM29にて関東プロデビュー。大木翔平と対戦し判定勝ち。
2017年、K-1に参戦すべくK-1ジム五反田チームキングスに移籍。
2018年1月27日、Krush.84において渡辺俊樹に2RKO勝利。
2018年12月8日、K-1 WORLD GP 2018 JAPAN〜ライト級世界最強決定トーナメント〜において野杁正明と対戦しKO負け。
2019年8月24日、K-1 WORLD GP 2019 JAPAN～日本vs世界・5対5＆スペシャル・スーパーファイトin大阪～において近藤魁成と対戦しKO負け。
2020年11月27日、Krush.119において加藤虎於奈と対戦。2Rに2度ダウンを奪われ、顔面への膝蹴りでダウンを奪い返すが、これが反則の相手を掴んでからの攻撃であったためダウンとは認められず、この攻撃で加藤が目を負傷して試合続行不可能となったため、松岡の反則負けという裁定になった。
2021年4月23日、Krush.124で行われたKrushウェルター級タイトルマッチで王者の加藤虎於奈に挑戦し、判定勝ちを収め王座を獲得した。
2021年9月20日　K-1 WORLD GP 2021 JAPAN～よこはまつり～で行われたK-1 WORLD GP第2代ウェルター級王座決定トーナメントに出場。1回戦でマキ・ドゥワンソンポンに2Rに2度のダウンを奪ってKO勝利するが、準決勝で安保瑠輝也に3RKO負けを喫した。

## 戦績

### プロキックボクシング
| キックボクシング 戦績 | キックボクシング 戦績 | キックボクシング 戦績 | キックボクシング 戦績 | キックボクシング 戦績 | キックボクシング 戦績 | キックボクシング 戦績 |
| --------------------- | --------------------- | --------------------- | --------------------- | --------------------- | --------------------- | --------------------- |
| 25 試合               | (T)KO                 | 判定                  | その他                | 引き分け              | 無効試合              |                       |
| 14 勝                 | 6                     | 8                     | 0                     | 2                     | 0                     |                       |
| 9 敗                  | 5                     | 3                     | 1                     | 2                     | 0                     |                       |

| 勝敗 | 対戦相手                       | 試合結果                          | 大会名                                                                                                | 開催年月日     |
| ○    | マッサン・シュイナード         | 2R TKO（ドクターストップ）        | La Nuit des Champions 31 【NDCウェルター級王座決定戦】                                                | 2024年11月6日  |
| ○    | ジョムトーン・ストライカージム | 3R終了 判定3-0                    | K-1 ReBIRTH 2                                                                                         | 2023年12月9日  |
| ○    | 海斗                           | 3R終了 判定3-0                    | Krush 147                                                                                             | 2023年3月25日  |
| ×    | 寧仁太・アリ                   | 3R終了 判定1-2                    | Krush 134 【Krushウェルター級タイトルマッチ】                                                         | 2022年2月20日  |
| ×    | 安保瑠輝也                     | 3R 2:35 KO（左ボディブロー）      | K-1 WORLD GP 2021 JAPAN ～よこはまつり～ 【K-1 WORLD GP 第2代ウェルター級王座決定トーナメント準決勝】 | 2021年9月20日  |
| ○    | マキ・ドゥワンソンポン         | 2R 3:00 KO（右ストレート）        | K-1 WORLD GP 2021 JAPAN ～よこはまつり～ 【K-1 WORLD GP 第2代ウェルター級王座決定トーナメント一回戦】 | 2021年9月20日  |
| ○    | 加藤虎於奈                     | 3R終了 判定3-0                    | Krush.124 【Krushウェルター級タイトルマッチ】                                                         | 2021年4月23日  |
| ×    | 加藤虎於奈                     | 2R 2:42 失格（掴んでの膝蹴り）    | Krush.119                                                                                             | 2020年11月27日 |
| ×    | 近藤魁成                       | 1R 2:18 KO（右ストレート）        | K-1 WORLD GP 2019 JAPAN～日本vs世界・5対5＆スペシャル・スーパーファイトin大阪～                       | 2019年8月24日  |
| ○    | 牧平圭太                       | 3R終了 判定3-0                    | Krush.100                                                                                             | 2019年4月19日  |
| ×    | 野杁正明                       | 1R 1:55 KO（右フック）            | K-1 WORLD GP 2018 JAPAN～K-1ライト級世界最強決定トーナメント～                                        | 2018年12月8日  |
| ○    | ティエ・インファ               | 3R終了 判定3-0                    | Glory of Heroes 32 Huizhou                                                                            | 2018年7月7日   |
| ○    | 山際和希                       | 3R終了 判定3-0                    | Krush.87                                                                                              | 2018年4月22日  |
| ○    | 渡辺俊樹                       | 2R 1:16 KO（ローキック）          | Krush.84                                                                                              | 2018年1月27日  |
| ×    | 渡辺健司                       | 3R終了 判定0-3                    | 新日本キックボクシング協会                                                                            | 2016年7月3日   |
| ×    | 政斗                           | 3R+延長1R終了 判定0-3             | 新日本キックボクシング協会                                                                            | 2016年1月10日  |
| △    | 渡辺健司                       | 3R終了 判定0-1                    | 新日本キックボクシング協会                                                                            | 2015年7月12日  |
| ○    | 前田将貴                       | 1R 3:00 TKO（レフェリーストップ） | 新日本キックボクシング協会                                                                            | 2015年4月19日  |
| ×    | 健太                           | 4R 2:41 TKO（ドクターストップ）   | NO KICK NO LIFE 2015                                                                                  | 2015年2月11日  |
| △    | 栄基                           | 3R終了 判定1-1                    | 新日本キックボクシング協会                                                                            | 2014年7月20日  |
| ○    | 加藤真也                       | 3R 0:48 TKO （パンチ連打）        | 新日本キックボクシング協会                                                                            | 2014年3月9日   |
| ○    | 岩下隆樹                       | 3R終了 判定3-0                    | NO KICK NO LIFE 2014                                                                                  | 2014年2月11日  |
| ×    | 藤田ゼン                       | 3R 1:05 TKO（右ストレート）       | Road to GLORY JAPAN -65kg SLAM                                                                        | 2013年3月10日  |
| ○    | 上田・ラジャサクレック         | 1R 1:52 KO                        | 新日本キックボクシング協会                                                                            | 2012年12月9日  |
| ○    | 大木翔平                       | 2分3R終了 判定3-0                 | 新日本キックボクシング協会                                                                            | 2012年7月22日  |

## 獲得タイトル
- 第9代Krushウェルター級王座
- NDCウェルター級王座